# IIF
IIF S.A. – fundusz venture capital, którego obligacje notowane są na rynku Catalyst Giełdy Papierów Wartościowych od 20 czerwca 2011. Fundusz inwestuje w projekty z dziedzin internetu, oprogramowania, mediów, finansów oraz innych innowacyjnych technologii. 
Fundusz założył Rafał Styczeń w 1999 roku.  IIF S.A. i jego kadra współtworzyli takie spółki jak Comarch S.A., Moje Rachunki – BillBird S.A., czy Inteligo.
IIF S.A. zarządza subfunduszem IIF Seed Fund oraz współzarządza funduszem Internet Ventures. W portfelu IIF S.A. znajdują się następujące inwestycje:
- Software Mind S.A. – producent innowacyjnych rozwiązań informatycznych dla biznesu (inwestycja w 2006 roku)[4]
- meble.pl – portal branży meblarskiej (inwestycja w 2008 roku)[5].
- Wind Mobile S.A. – lider mobilnej rozrywki, muzyki i reklamy (inwestycja w 2006 roku)[6]
- Kompan.pl – agencja marketingu internetowego (inwestycja w 2010 roku w ramach Internet Ventures)[7]

Największym sukcesem okazał się projekt BillBird operatora sieci Moje Rachunki. Sieć obsługująca elektroniczne płatności została sprzedana w 2004.